# Medaglia Echegaray
La Medaglia Echegaray è il massimo premio scientifico concesso dalla Real Academia de Ciencias Exactas, Físicas y Naturales. È stata concessa per la prima volta nel 1907 a José Echegaray per volontà del premio Nobel Santiago Ramón y Cajal.
Dalla sua creazione è stata concessa un totale di 18 volte.

## Vincitori
- 1907 José Echegaray y Eizaguirre
- 1910 Eduardo Saavedra
- 1913 SAS il Principe Alberto I di Monaco
- 1916 Leonardo Torres Quevedo
- 1919 Svante Arrhenius
- 1922 Santiago Ramón y Cajal
- 1925 Hendrik Antoon Lorentz
- 1928 Ignacio Bolívar
- 1931 Ernest Rutherforf
- 1934 Joaquín María de Castellarnau
- 1968 Obdulio Fernández
- 1975 José María Otero de Navascués
- 1979 José García Santesmases
- 1998 Manuel Lora Tamayo
- 2016 Margarita Salas
- 2018 Mariano Barbacid
- 2020 Francisco Guinea[1]
- 2022 José A. Carrillo[2]